# پراکسی پادهرز قرارداد ساده نامه‌رسانی
پراکسی ضد هرزنامه قرارداد سادهٔ نامه‌رسانی (به انگلیسی: Anti-Spam SMTP Proxy) به اختصار (ASSP) یک سرور پراکسی SMTP شفاف و متن باز و مبتنی بر پرل است.

## امکانات
برخی از ویژگی‌های ASSP عبارتند از:
- فیلتر مارک پنهان هرزنامه
- فیلتر هرزنامه بیزی
- لیست سفید
- به دام انداختن جعبه پنالتی (PB)
- DNSBL / RBL (لیست سیاه چاله در زمان واقعی)
- URIBL (لیست سیاه شناسانه منبع یکسان)
- اعتبار سنجی و مسدود کردن SPF (چارچوب سیاست فرستنده) چند سطحی
- امضای DKIM و اعتبار سنجی
- اعتبار سنجی و گزارش DMARC
- رفع SRS (طرح بازنویسی فرستنده)
- تأخیر جلسه / تأخیر در greylist و پاسخ تأخیر در اتصال
- اعتبارسنجی فرستنده و اعتبار گیرنده
- مسدود کردن پیوست چند سطحی (براساس لیست بلوک‌ها یا اجازه فهرست‌ها یا مسدود کردن قابل اجرا بر اساس محتوا)
- و همچنین چندین مکانیزم اعتبار سنجی درخواست نظر
- چند رشته‌ای (از نسخه 2.x)
- بستر مستقل (نوشته شده در پرل)